# Kristó Nagy István
Kristó Nagy István (Sándorfalva, 1921. június 16. – ?, 2010. augusztus 11.) magyar kritikus, irodalomtörténész, művészettörténész, műfordító.

## Élete
Kristó Nagy István Sándorfalván született 1921. június 16-án Kristó Nagy István és Kenéz Katalin gyermekeként.
Egyetemi tanulmányait a Szegedi Tudományegyetem gyógyszerész szakán végezte el 1944-ben.
Egyetemi évei alatt 1942-1944 között a Gazdaságpolitikai Szolgálat munkatársa volt, az egyetemes ellenállás szervezése miatt letartóztatták. 1945-ben megszökött. A következő három esztendőben a Független Ifjúság munkatársa volt. 1948-1957 között gyógyszerészként dolgozott.
1957-1969 között lektor volt. 1969-1973 között a Magvető Könyvkiadó, 1973-1981 között a Könyvvilág című lap, 1982-1990 között pedig ismét a Magvető Könyvkiadó főszerkesztője volt. 1974-1989 között a Hazafias Népfront művelődéspolitikájának egyik irányítója volt. 1989-1990 között a Rakéta Regényújság főszerkesztő-helyettese volt. 1993-1998 között a Társadalmi Érdekegyeztető Tanács társelnöke volt. 1996 óta a Tények és tétek szerkesztője volt.
A népi írókkal, valamint 20. századi külföldi irodalmárokkal és művészekkel foglalkozott. Angolból és németből fordított.

### Ügynöki tevékenysége
„Juhász Lajos” fedőnéven az 1960-as évek elejéig állambiztonsági foglalkoztatásban ügynök. Tabajdi Gábor és Ungváry Krisztián szerint még 1945-ben állt állambiztonsági szolgálatba, de 1956 előtti tevékenységéről nem idéznek dokumentumot. Szőnyei Tamás egy adata szerint már 1949-ben állambiztonsági szolgálatban állt és egy személy elfogása kapcsán dekonspirálódott. 1957 és 1963 között született, adatokban és hangulati elemekben egyaránt gazdag jelentései kilenc dossziét töltenek meg, ebben az időben a Magvető Kiadó lektoraként tevékenykedve a kulturális közélet igen sok szereplőjével állt kapcsolatban, ezért jelentéseiben is sokan szerepelnek. Jelentett többek között Balogh Sándorról, Bálint Sándorról, Péntek Istvánról, Csóré Áronról, Mészöly Miklósról, Tüskés Tiborról és a népi írók körének több szereplőjéről.
Ügynöki aktáit Bárdos József őrnagy zárta le széles körű dekonspirálódása miatt, de kiadói vezetői pozíciójában az állambiztonság társadalmi kapcsolatként továbbra is számíthatott a segítségére.

## Magánélete
Felesége Koncz Márta volt. Két gyermekük született; Judit (1947) és István (1974).

## Művei
- Demokrácia (1946)
- Ismerkedés a világirodalommal (1962)
- Faulkner (Déry Györggyel, 1966)
- Az angol irodalom a huszadik században I–II. (társszerkesztő, 1970)
- Regények, drámák, remények. Pillantás az élő világirodalomra. (1971)
- Bölcsességek könyve I–III. (válogatás, 1982-1999)
- Edvard Munch (1983)
- Hézső Ferenc (1986)
- Vásárhelyi festők (1988)
- A nyilasok (1991)
- A világirodalom története I–II. (1993)
- Gondolattár (CD-ROM, 2000)
- Az ám, Hazám! A szerző válogatása életművéből; Trikolor, Budapest, 2008 (Örökségünk)
- Az ám, tabu! (2008)
- MÁV, Kafka meg meg sok más. Esszék; szerzői, Bp., 2009 (Z)

## Műfordításai
- Franz Kafka: Amerika (regény, Szeged, 1997)